# Daniel Burnham

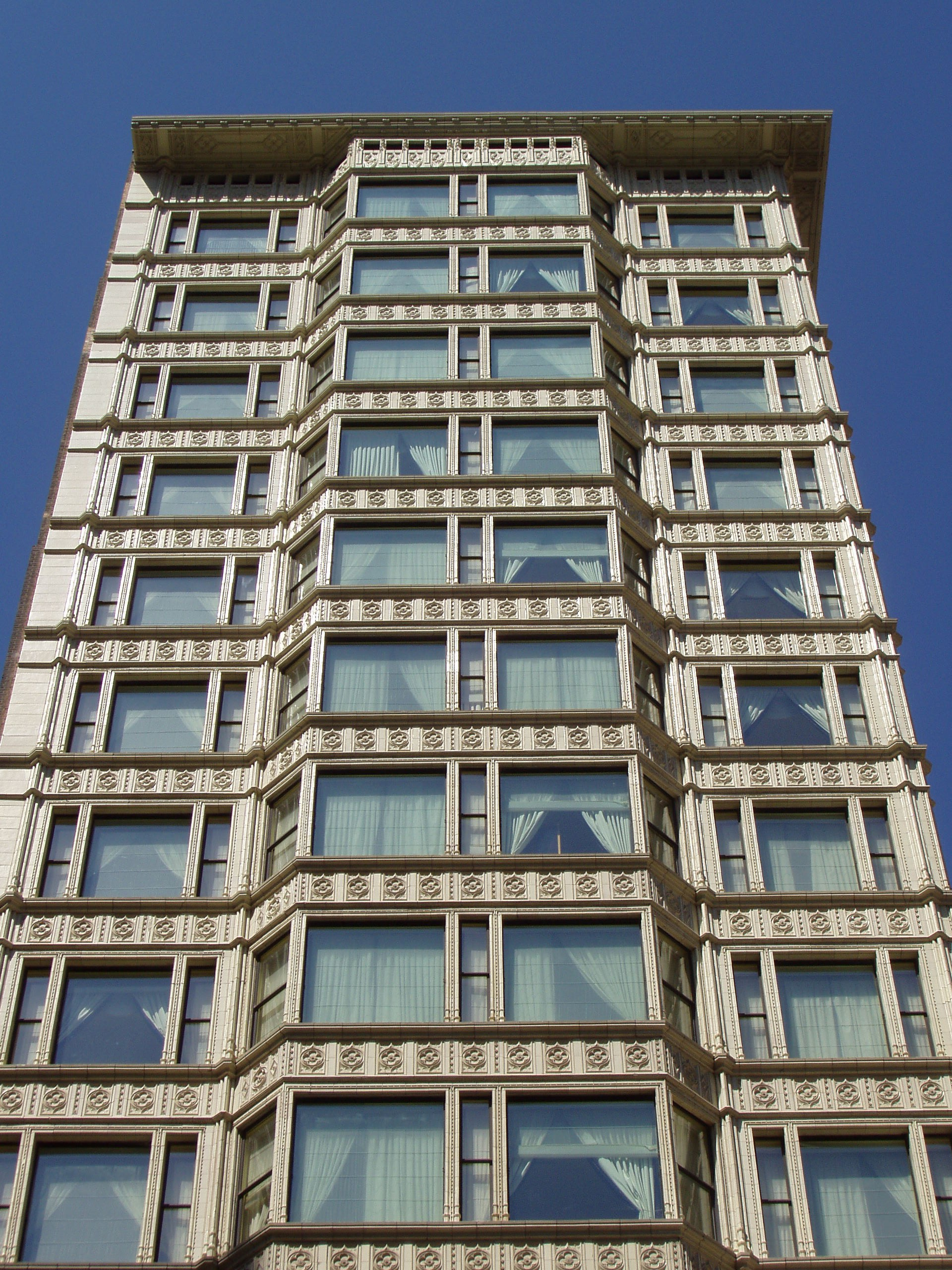
Reliance Building i Chicago.

Daniel Hudson Burnham, född 4 september 1846 i Henderson i Jefferson County i New York, död 1 juni 1912 i Heidelberg i Tyskland, var en amerikansk arkitekt, verksam i Chicago och framför allt känd för sina skyskrapor.
Burnham var arkitekt för världsutställningen i Chicago 1893 och hade stor betydelse för 1800-talsbarockens utbredning.

## Projekt
- Flatiron Building, New York, New York, USA, 1902
- Reliance Building, Chicago, Illinois, USA, 1890–94